# Museum Passeier

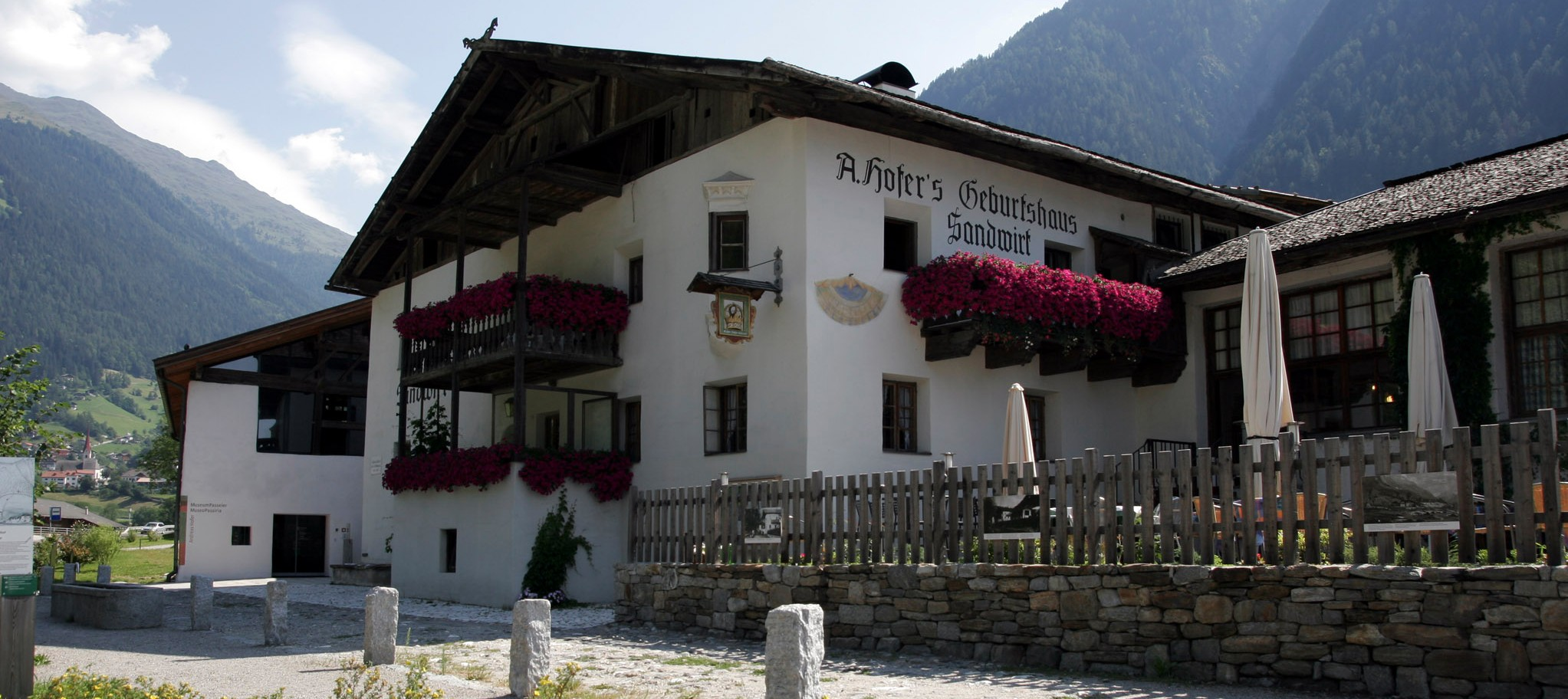
Der Sandwirt

Das Museum Passeier (Eigenschreibweise MuseumPasseier) befindet sich in St. Leonhard in Passeier in Südtirol. Sein Haupthaus ist im denkmalgeschützten Wirtschaftsgebäude (Stadel) des Sandhofs, des Geburtsorts des Freiheitskämpfers Andreas Hofer (1767–1810), untergebracht. Dieses umfasst die Dauerausstellungen „Helden & Hofer“, Helden & Wir und „Tol & Leit“ im Freilichtgelände. Zusätzlich hat das MuseumPasseier Außenstellen.
Träger des Museums ist die Stiftung MuseumPasseier mit den drei Passeirer Gemeinden St. Martin, St. Leonhard und Moos als Gründungsmitglieder.

## Museumsbereiche

### Helden und Hofer

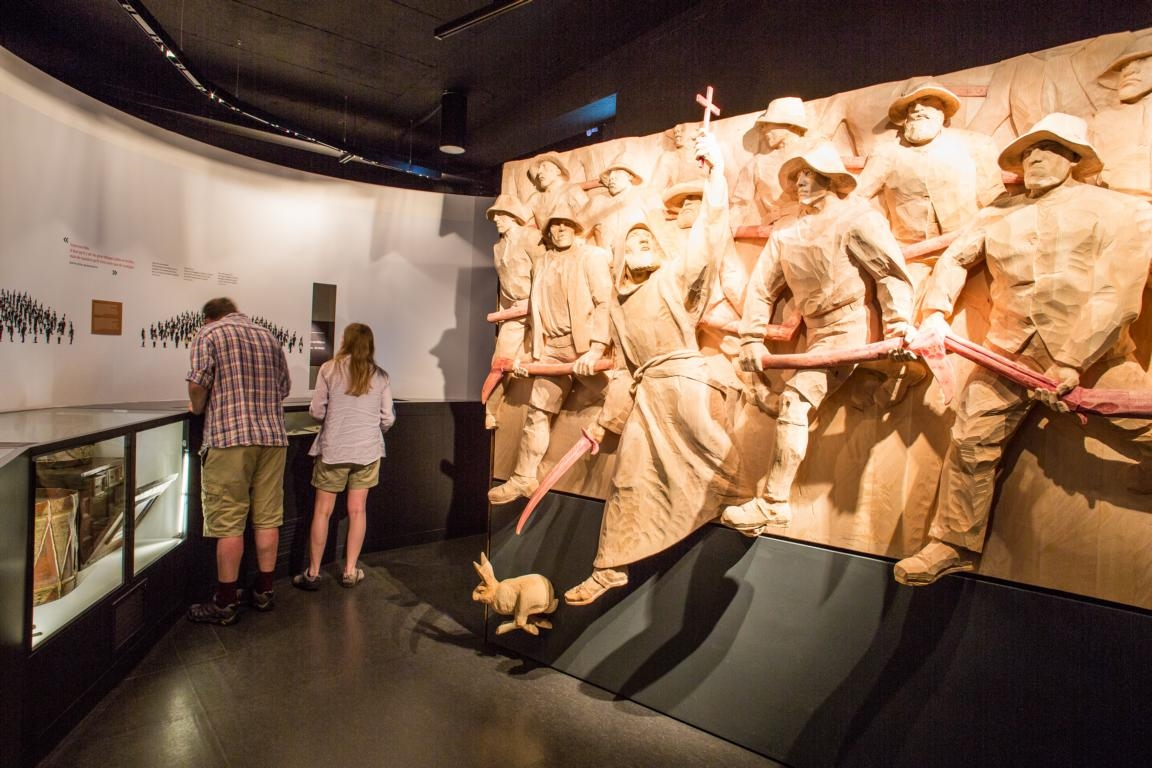
Ein Blick in die Ausstellung Helden & Hofer

Im erweiterten Stall des Sandhofs erleben die Besucher auf 500 m² einen Parcours, in dem die Geschichte der Tiroler Aufstände von 1809 und die Person Andreas Hofers im Mittelpunkt stehen. Eine Sammlung von Original-Ausstattungsstücken, Bildern, Zeichnungen und Landkarten, Münzen, Briefen und Dokumenten hatte es schon seit 2002 im Erdgeschoss des Gebäudes gegeben. Seit 2009 zeigt die permanente Ausstellung „Helden & Hofer“, unterstützt durch Videoanimationen, Filme, Hörstationen und eine Kinderschiene, die Ereignisse vor 200 Jahren aus einem europäischen Blickwinkel und spielt mit wechselnden Perspektiven. Das Rahmenthema „Helden“ weitet den Blick über die Grenzen Tirols hinaus. 
Das Museum versucht eine neue Interpretation von Andreas Hofer und des Aufstands von 1809. Hofers Person und historische Rolle werden auch unter kritischen Aspekten beleuchtet. Während früher die patriotische Seite des Helden betont und die Bayern und Franzosen einseitig als „Feinde“ dargestellt wurden, ist die Intention des MuseumPasseier, dass der Besucher die tiefgreifenden napoleonischen Reformen, die die Bayern übernommen hatten, verstehen und die Schwierigkeiten nachvollziehen soll, wie fortschrittliches Gedankengut auf eine im religiösen Aberglauben verhaftete konservative Tiroler Bevölkerung stieß. Diese differenziertere Sicht führt zu einer Entmythologisierung der Person Hofers, ein bemerkenswerter Ansatz gerade am Geburtsort des gescheiterten Rebellen.
Die Jury des European Museum Forum, für dessen Preis das MuseumPasseier 2012 nominiert war, lobte den interessanten Bogen von Hofer zu den Helden heutiger Zeit – „für die Besucher eine angenehme Überraschung am Ende eines abgelegenen Alpentales“.
Die Schützenfahne von 1796 überstand die Ära des Faschismus und wurde 1959 aus Innsbruck zurückgebracht. Kunsthistorisch erwähnenswert ist eine Ölstudie von Franz von Defregger, Andreas Hofers letzter Gang (1878), ein Geschenk von Erzherzog Karl Ludwig von Österreich an seinen Bruder, Kaiser Franz Joseph und dessen Frau Elisabeth von Österreich-Ungarn 1879 zur Silberhochzeit (Dauerleihgabe aus der Sammlung Unterberger in Meran).

### Helden und Wir

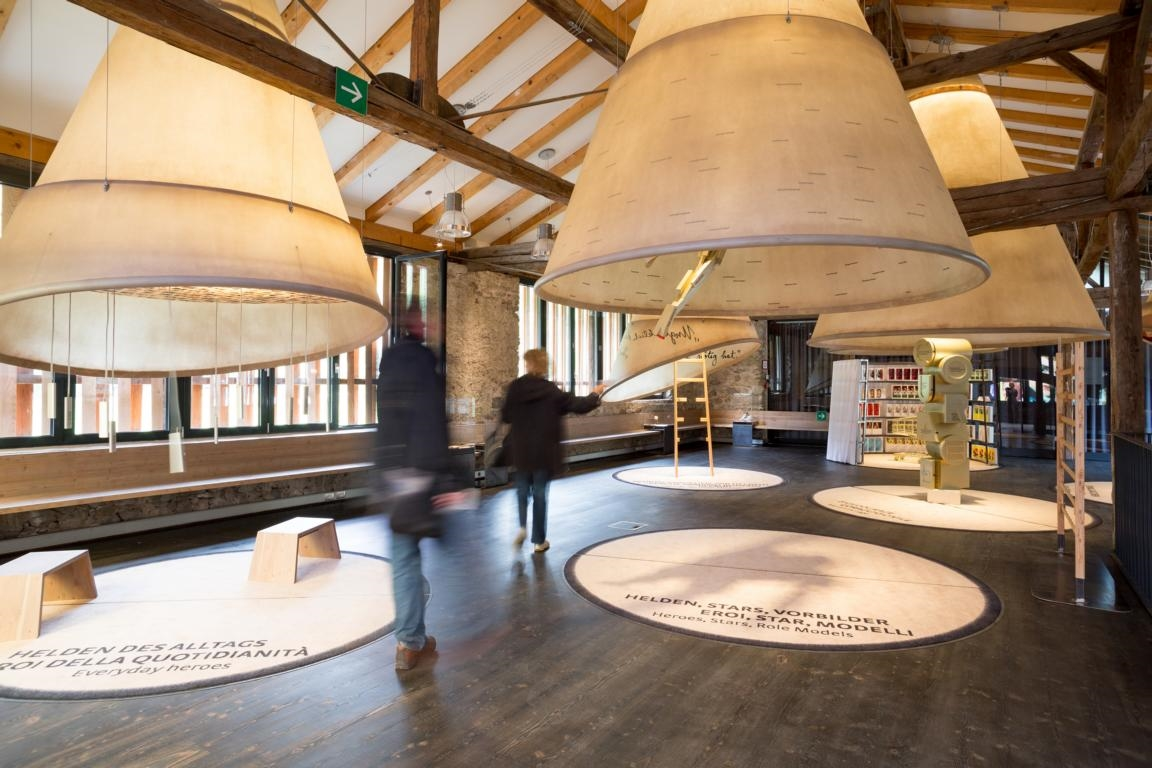
Einige der Konusse der Ausstellung Helden & Wir

Seit dem Jahr 2001 war im 1. Stock des Museums eine reiche volkskundliche Sammlung ausgestellt. Diese wurde 2013 ausgelagert, um Platz zu schaffen für „Helden & Wir“, eine logische Ergänzung zu „Helden & Hofer“. Wir, das ist das Publikum im Allgemeinen in seiner Bewunderung für Helden, Stars und Vorbilder, die heute in scheinbar immer schnellerem Tempo von der Medienmaschinerie hervorgebracht werden. Das Gestalterteam nutzte die große Raumhöhe der ehemaligen Scheune und hängte sechs große Konusse in den Giebel – Symbol für die Lichtkegel, in denen Helden und Stars für gewöhnlich stehen. Ihre Position im Giebel zwingt zum Aufschauen.
Jeder Lichtkegel handelt von einer Facette des komplexen Themas der Heldenverehrung: Was unterscheidet Helden von Stars, und wer ist auch ein Vorbild? Woher rührt Courage? Und wofür stehen eigentlich diese Figuren, zu denen wir aufschauen? Philosophische Fragen, auf die „Helden & Wir“ keine Antworten präsentiert. Die wenigen Texte in der Ausstellung versuchen vielmehr, die Besucher zur Reflexion über ihre eigenen Helden- und Vorbilder anzuregen. Das Wesentliche soll im Kopf passieren. Passend dazu hat das Museum spezielle Materialien für Schulen aufgelegt, die das Hinterfragen von Vorbildern in den Unterricht einbauen.
Als Ausgleich zur Kopflastigkeit sammelt das Museum persönliche Objekte heutiger Stars und Helden. Von Hermann Maier zum Beispiel ist bis auf Weiteres ein Ski zu sehen, den er bei seinem legendären Sturz in der Kombi-Abfahrt von Nagano getragen hat, vom Dalai Lama eine kleine Gebetsmühle und von dem in Südtirol als Sporthelden gefeierten Geher Alex Schwazer ein Paar Turnschuhe, in denen er in Peking olympisches Gold über 50 Kilometer gewann. 

### Sonderausstellungen
22. September 2018 – 31. Oktober 2019 fand die Sonderausstellung „Uffizi in Passeier. Wer schützt Kunst im Krieg?“ über die Verbringung von 293 Gemälden aus den Uffizien und anderen Florentiner Museen durch den Deutschen Militärischen Kunstschutz (einer Abteilung der Deutschen Wehrmacht) in das ehemalige Gerichtsgebäude von St. Leonhard im Sommer 1944 statt.

### Freilichtbereich

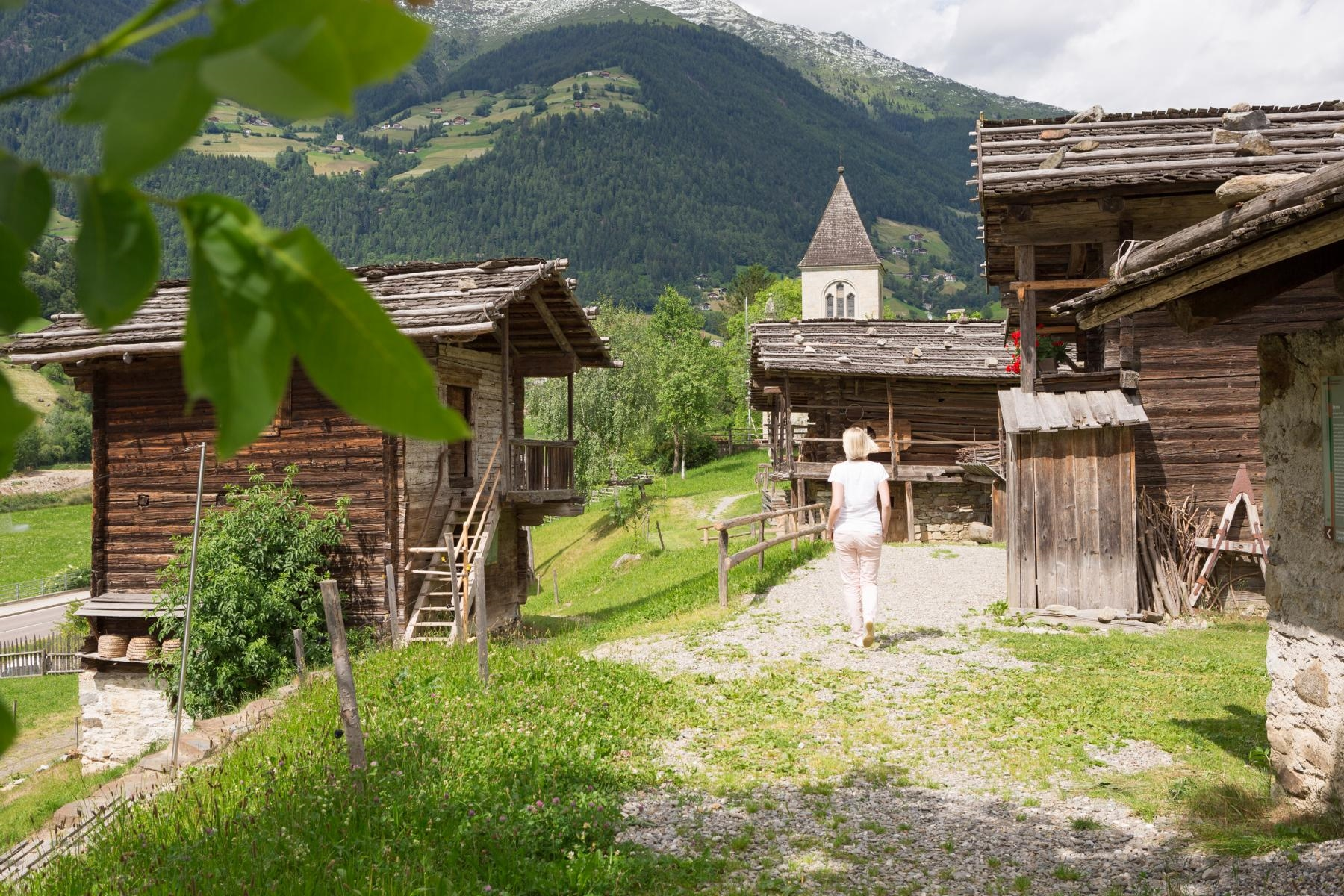
Zwischen Kornkasten und Bauernhaus im Freilichtbereich

Im Freilichtbereich findet der Besucher einen typischen Passeirer Haufenhof mit Schmiede und Schnapsbrennerei, wasserbetriebener Mühle und Lodenwalke, Getreidekasten, Backofen, Kegelbahn, Bienenstand, Wohnhaus und Wirtschaftsgebäude. Die Gebäude wurden von ihren ursprünglichen Standorten abgetragen und auf dem Sandhof-Gelände wieder aufgebaut. Die 2015 eröffnete Dauerausstellung Miër Psairer („Wir Passeirer“) stellt die zahlreichen Volkskunde-Objekte in ein neues Licht und verbindet sie mit den Charakterzügen der Psairer. Ein Schaudepot zeigt, was früher als Psaier-typisch ins Museum kam und wirft die Frage auf: Was müsste man heute sammeln?
Ebenso können im Freilichtbereich eine Ausstellung zu landwirtschaftlichen Geräten sowie die Herz-Jesu-Kapelle (1899) und das Heilig-Grab-Kirchlein (1697) besichtigt werden. In der Herz-Jesu-Kapelle befindet sich ein Bilderzyklus mit 11 Szenen aus dem Leben Hofers von Edmund von Wörndle (1896; Spätwerk dieses Künstlers).

## Außenstellen

### Jaufenburg
Die Jaufenburg oberhalb von St. Leonhard in Passeier liegt am Fuße des Jaufenpasses und beherbergt eine Ausstellung zur Talgeschichte sowie Wandmalereien von Bartlmä Dill Riemenschneider aus dem Jahre 1538. Des Weiteren erhält man Einblick in die Baugeschichte sowie Informationen über die Bewohner und Besitzer der Burg und deren Tätigkeiten in und außerhalb des Passeiertales.

### Pfandler Alm

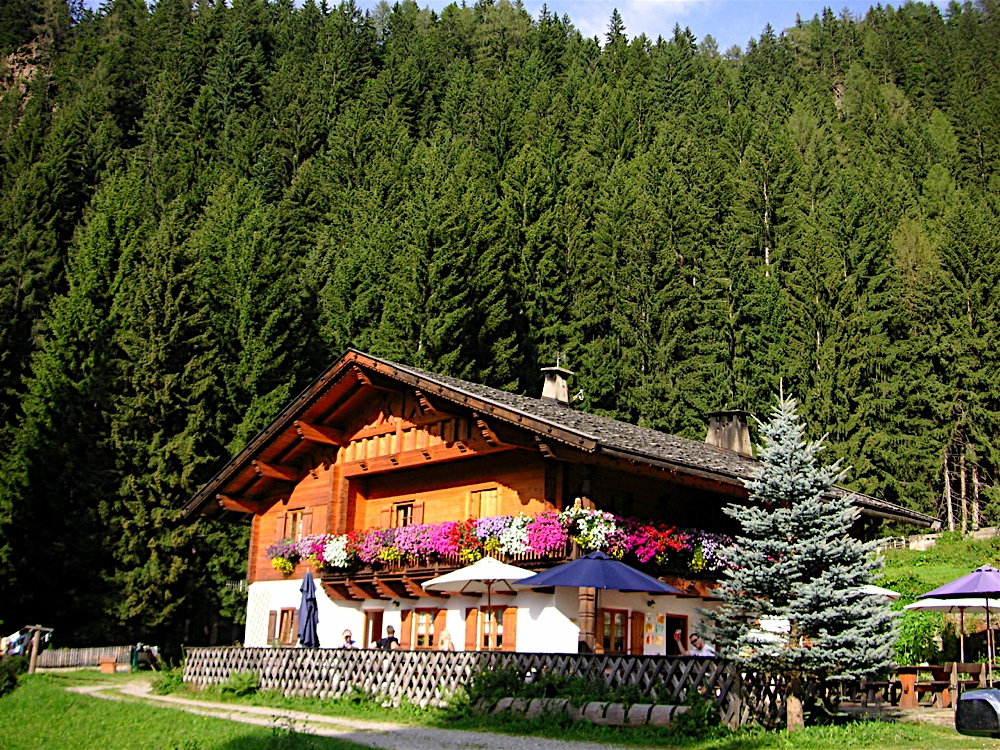
Pfandler Alm bei St. Martin (2008)

Die Pfandleralm befindet sich oberhalb von St. Martin in Passeier auf 1.350 Metern und ist der Ort der Flucht, des Verrats und der Gefangennahme Andreas Hofers. Sie ist vom Museum zu Fuß in zwei Stunden oder verkürzt vom Wanderparkplatz oberhalb des Pfandlerhofs in vierzig Minuten erreichbar. Auf dem Wanderweg befinden sich 15 Erklärungstafeln, in denen der letzte Lebensabschnitt Hofers – von seinem Versteck auf der Alm am 11. Dezember 1809 bis zu seiner Erschießung in Mantua am 20. Februar 1810 – dokumentiert wird.

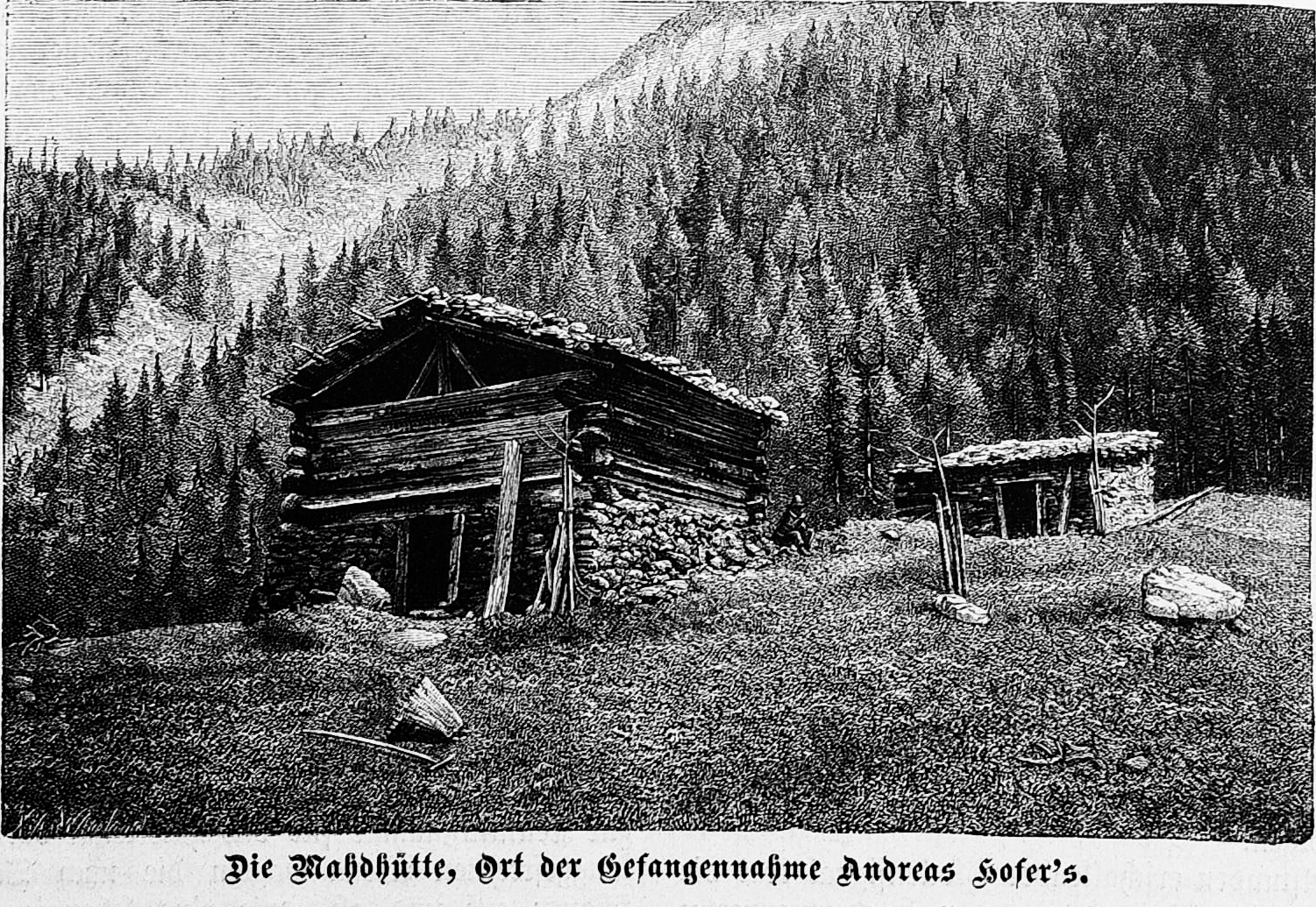
Die Mähderhütte der Pfandler Alm (Darstellung um 1880)

Vor der Hütte, in der sich Andreas Hofer in den letzten 6 Wochen vor seiner Gefangennahme am 28. Januar 1810 aufhielt, wurde bereits 1880 eine Gedenktafel aus Marmor errichtet. Die alte Hütte brannte aber 1919 nach einem Unfall ab und wurde erst im Jahre 1983 von den Passeierer Schützen originalgetreu wiedererrichtet. Dabei stiftete der Südtiroler Schützenbund eine neue Gedenktafel. Beide Tafeln befinden sich bei der neuerrichteten Hütte, welche sich heute in Privatbesitz befindet. Auf ihnen steht der gleiche Text – im Duktus des 19. Jahrhunderts – geschrieben: „In dieser Hütte wurde der vaterländische Held ANDREAS HOFER am 28. Jänner 1810 von den Franzosen gefangen genommen“.

### Pfistradalm
Die Pfistradalm liegt in 1.350 Metern Meereshöhe und ist von St. Leonhard in Passeier aus in 1,5 Stunden zu Fuß zu erreichen. Hier befindet sich eine der ältesten und durch die Restaurierung im Jahr 2000 besterhaltenen Kaser Tirols. Im Mittelpunkt steht das traditionelle Almleben und man kann eine alte Almküche sowie verschiedenste Utensilien aus dem früheren Almleben besichtigen. Auch das St.-Anna-Kirchlein steht Besuchern offen. Die Kaser ging 1833 von den Grafen Fuchs von Fuchsberg (die bis dahin auch Herren der Jaufenburg waren) in den Besitz der Gemeinde Latsch im Vinschgau über und wird heute noch von dieser, zusammen mit der „Eigenverwaltung für Nutzungsrechte“, verwaltet.

### Franzosenfriedhof
Der Franzosenfriedhof befindet sich im Süden von St. Leonhard in Passeier und ist eine Gedenkstätte für die gefallenen französischen Soldaten in den letzten Novemberkämpfen 1809 im Passeiertal.